# 樂昌郡
樂昌郡，南朝劉宋設置的郡。
《宋書·州郡志》記載，屬廣州，治所在樂昌縣（今廣東省四會市北），下領樂昌縣（劉宋新置）、始昌縣（劉宋新置）、宋元縣（劉宋新置）、樂山縣（劉宋新置）、義立縣（劉宋新置）、安樂縣（劉宋新置）6縣。齊、梁、陳因之。隋朝開皇九年（589年），隋灭南陈，廢樂昌郡。